# Saint-Martial (Charente)
Saint-Martial – miejscowość i gmina we Francji, w regionie Nowa Akwitania, w departamencie Charente.
Według danych na rok 1990 gminę zamieszkiwały 163 osoby, a gęstość zaludnienia wynosiła 18 osób/km² (wśród 1467 gmin regionu Poitou-Charentes Saint-Martial plasuje się na 832. miejscu pod względem liczby ludności, natomiast pod względem powierzchni na miejscu 882.).